# Raven Klaasen
Raven Klaasen (* 16. října 1982 Kapské Město) je jihoafrický profesionální tenista, specializující se na čtyřhru. Ve své dosavadní kariéře vyhrál na okruhu ATP Tour osmnáct turnajů ve čtyřhře. Na challengerech ATP a okruhu ITF získal osm titulů ve dvouhře a dvacet osm ve čtyřhře.
Na žebříčku ATP byl ve dvouhře nejvýše klasifikován v říjnu 2011 na 208. místě a ve čtyřhře pak v srpnu 2019 na 7. místě. Trénuje ho Stephan De Kock.
Na nejvyšší grandslamové úrovni se nejdále probojoval do dvou finále mužské čtyřhry. Na Australian Open 2014 v něm po boku Američana Erica Butorace nestačili na polsko-švédskou dvojici Łukasz Kubot a Robert Lindstedt a ve Wimbledonu 2018 podlehl s Michaelem Venusem v pětisetové bitvě Miku Bryanovi a Jacku Sockovi. Rovněž na Turnaji mistrů 2016 a 2019 odešel z finále čtyřhry poražen, poprvé s Ramem a podruhé s Venusem.
V jihoafrickém daviscupovém týmu debutoval v roce 2009 utkáním 1. skupiny zóny Evropy a Afriky proti Makedonii, v němž vyhrál čtvrtou dvouhru nad Ilijou Martinovskim. Do dubna 2017 v soutěži nastoupil k třinácti mezistátním utkáním s bilancí 3–1 ve dvouhře a 7–3 ve čtyřhře.

## Tenisová kariéra
V sezóně 2013 si připsal premiérové tři tituly na okruhu ATP Tour ve čtyřhře. Nejdříve triumfoval na květnovém Open de Nice Côte d’Azur po boku stabilního švédského spoluhráče Johana Brunströma. Ve finálovém duelu přehráli kolumbijský pár Juan Sebastián Cabal a Robert Farah.
V září získali trofej na metském turnaji po výhře nad francouzskou dvojicí Nicolas Mahut a Jo-Wilfried Tsonga. Následující týden pokračoval na „vítězné vlně“ a s Američanem Ericem Butoracem si připsal titul na Proton Malaysian Open v malajsijském Kuala Lumpuru. V rozhodujícím utkání je nezastavila uruguaysko-argentinská dvojice Pablo Cuevas a Horacio Zeballos.

## Soukromý život
Narodil se roku 1982 v jihoafrickém Kapském Městě. Jeho rodiče jsou učitelé, kteří také hráli závodně tenis. Má bratra a sestru. Hovoří anglicky a afrikánsky.
S tenisem začal v šesti letech. Za preferovaný uvádí tvrdý povrch a jako silný úder podání.

## Finále na Grand Slamu

### Mužská čtyřhra: 2 (0–2)
| stav      | rok  | turnaj          | povrch | spoluhráč     | soupeři ve finále             | výsledek                     |
| --------- | ---- | --------------- | ------ | ------------- | ----------------------------- | ---------------------------- |
| Finalista | 2014 | Australian Open | tvrdý  | Eric Butorac  | Łukasz Kubot Robert Lindstedt | 3–6, 3–6                     |
| Finalista | 2018 | Wimbledon       | tráva  | Michael Venus | Mike Bryan Jack Sock          | 3–6, 7–6(9–7), 3–6, 7–5, 5–7 |

## Finále na okruhu ATP Tour
| Legenda                       |
| D – dvouhra; Č – čtyřhra      |
| Grand Slam (0–2 Č)            |
| Turnaj mistrů (0–2 Č)         |
| ATP Tour Masters 1000 (2–3 Č) |
| ATP Tour 500 (6–3 Č)          |
| ATP Tour 250 (10–10 Č)        |

### Čtyřhra: 38 (18–20)
| Stav      | Č.  | Datum              | Turnaj                                    | Povrch    | Spoluhráč       | Soupeři ve finále                       | Výsledek                     |
| --------- | --- | ------------------ | ----------------------------------------- | --------- | --------------- | --------------------------------------- | ---------------------------- |
| Finalista | 1.  | 10. února 2013     | Montpellier, Francie                      | tvrdý (h) | Johan Brunström | Marc Gicquel Michaël Llodra             | 3–6, 6–3, [9–11]             |
| Vítěz     | 1.  | 25. května 2013    | Nice, Francie                             | antuka    | Johan Brunström | Juan Sebastián Cabal Robert Farah       | 6–3, 6–2                     |
| Vítěz     | 2.  | 22. září 2013      | Mety, Francie                             | tvrdý (h) | Johan Brunström | Nicolas Mahut Jo-Wilfried Tsonga        | 6–4, 7–6(7–5)                |
| Vítěz     | 3.  | 29. září 2013      | Kuala Lumpur, Malajsie                    | tvrdý (h) | Eric Butorac    | Pablo Cuevas Horacio Zeballos           | 6–2, 6–4                     |
| Finalista | 2.  | 25. ledna 2014     | Australian Open, Melbourne, Austrálie     | tvrdý     | Eric Butorac    | Łukasz Kubot Robert Lindstedt           | 3–6, 3–6                     |
| Vítěz     | 4.  | 16. února 2014     | Memphis, Spojené státy                    | tvrdý (h) | Eric Butorac    | Bob Bryan Mike Bryan                    | 6–4, 6–4                     |
| Vítěz     | 5.  | 19. října 2014     | Stockholm, Švédsko                        | tvrdý (h) | Eric Butorac    | Treat Huey Jack Sock                    | 6-4, 6-3                     |
| Finalista | 3.  | 11. ledna 2015     | Čennaí, Indie                             | tvrdý     | Leander Paes    | Lu Jan-sun Jonathan Marray              | 3–6, 6–7(4–7)                |
| Vítěz     | 6.  | 17. ledna 2015     | Auckland, Nový Zéland                     | tvrdý     | Leander Paes    | Dominic Inglot Florin Mergea            | 7–6(7–1), 6–4                |
| Finalista | 4.  | 22. února 2015     | Delray Beach, Spojené státy               | tvrdý     | Leander Paes    | Bob Bryan Mike Bryan                    | 3–6, 6–3, [6–10]             |
| Finalista | 5.  | 23. května 2015    | Ženeva, Švýcarsko                         | antuka    | Lu Jan-sun      | Juan Sebastián Cabal Robert Farah       | 5–7, 6–4, [7–10]             |
| Vítěz     | 7.  | 21. června 2015    | Halle, Německo                            | tráva     | Rajeev Ram      | Rohan Bopanna Florin Mergea             | 7–6(7–5), 6–2                |
| Finalista | 6.  | 4. října 2015      | Kuala Lumpur, Malajsie                    | tvrdý (h) | Rajeev Ram      | Treat Huey Henri Kontinen               | 6-7(4-7), 2-6                |
| Vítěz     | 8.  | 11. října 2015     | Tokio, Japonsko                           | tvrdý     | Marcelo Melo    | Juan Sebastián Cabal Robert Farah       | 7–6(7–5), 3–6, [10–7]        |
| Vítěz     | 9.  | 18. října 2015     | Šangaj, ČLR                               | tvrdý     | Marcelo Melo    | Simone Bolelli Fabio Fognini            | 6–3, 6–3                     |
| Finalista | 7.  | 2. dubna 2016      | Miami, Spojené státy                      | tvrdý     | Rajeev Ram      | Pierre-Hugues Herbert Nicolas Mahut     | 7–5, 1–6, [7–10]             |
| Finalista | 8.  | 21. května 2016    | Ženeva, Švýcarsko (2)                     | antuka    | Rajeev Ram      | Sam Querrey Steve Johnson               | 4–6, 1–6                     |
| Finalista | 9.  | 11. června 2016    | 's-Hertogenbosch, Nizozemsko              | tráva     | Dominic Inglot  | Mate Pavić Michael Venus                | 6–3, 3–6, [9–11]             |
| Vítěz     | 10. | 19. června 2016    | Halle, Německo (2)                        | tráva     | Rajeev Ram      | Łukasz Kubot Alexander Peya             | 7–6(7–5), 6–2                |
| Vítěz     | 11. | 1. října 2016      | Čcheng-tu, ČLR                            | tvrdý     | Rajeev Ram      | Pablo Carreño Busta Mariusz Fyrstenberg | 7–6(7–2), 7–5                |
| Finalista | 10. | 9. října 2016      | Tokio, Japonsko                           | tvrdý     | Rajeev Ram      | Marcel Granollers Marcin Matkowski      | 2−6, 6−7(4−7)                |
| Finalista | 11. | 20. listopadu 2016 | Turnaj mistrů, Londýn, Spojené království | tvrdý (h) | Rajeev Ram      | Henri Kontinen John Peers               | 6–2, 1–6, [8–10]             |
| Vítěz     | 12. | 26. února 2017     | Delray Beach, Spojené státy               | tvrdý     | Rajeev Ram      | Treat Conrad Huey Max Mirnyj            | 7–5, 7–5                     |
| Vítěz     | 13. | 18. března 2017    | Indian Wells, Spojené státy               | tvrdý     | Rajeev Ram      | Łukasz Kubot Marcelo Melo               | 6–7(1–7), 6–4, [10–8]        |
| Finalista | 12. | 18. června 2017    | Rosmalen, Nizozemsko                      | tráva     | Rajeev Ram      | Łukasz Kubot Marcelo Melo               | 3–6, 4–6                     |
| Vítěz     | 14. | 25. února 2018     | Marseille, Francie (2)                    | tvrdý (h) | Michael Venus   | Marcus Daniell Dominic Inglot           | 6–7(2–7), 6–3, [10–4]        |
| Finalista | 13. | 16. června 2018    | Rosmalen, Nizozemsko                      | tráva     | Michael Venus   | Dominic Inglot Franko Škugor            | 6–7(3–7), 5–7                |
| Finalista | 14. | 14. července 2018  | Wimbledon, Londýn, Spojené království     | tráva     | Michael Venus   | Mike Bryan Jack Sock                    | 3–6, 7–6(9–7), 3–6, 7–5, 5–7 |
| Finalista | 15. | 12. srpna 2018     | Toronto, Kanada                           | tvrdý     | Michael Venus   | Henri Kontinen John Peers               | 2–6, 7–6(9–7), [6–10]        |
| Finalista | 16. | 7. října 2018      | Tokio, Japonsko                           | tvrdý (h) | Michael Venus   | Ben McLachlan Jan-Lennard Struff        | 4–6, 5–7                     |
| Finalista | 17. | 12. ledna 2018     | Auckland, Nový Zealand (2)                | tvrdý     | Michael Venus   | Ben McLachlan Jan-Lennard Struff        | 3–6, 4–6                     |
| Finalista | 18. | 19. května 2018    | Řím, Itálie                               | antuka    | Michael Venus   | Juan Sebastián Cabal Robert Farah       | 1–6, 3–6                     |
| Vítěz     | 15. | 23. června 2019    | Halle, Německo                            | tráva     | Michael Venus   | Łukasz Kubot Marcelo Melo               | 4–6, 6–3, [10–4]             |
| Vítěz     | 16. | 4. srpna 2019      | Washington, D.C., Spojené státy           | tvrdý     | Michael Venus   | Jean-Julien Rojer Horia Tecău           | 3–6, 6–3, [10–2]             |
| Finalista | 19. | 17. listopadu 2019 | Turnaj mistrů, Londýn, Spojené království | tvrdý (h) | Michael Venus   | Pierre-Hugues Herbert Nicolas Mahut     | 3–6, 4–6                     |
| Finalista | 20. | 29. února 2020     | Dubaj, SAE                                | tvrdý     | Oliver Marach   | John Peers Michael Venus                | 3–6, 2–6                     |
| Vítěz     | 17. | říjen 2020         | Kolín nad Rýnem, Německo                  | tvrdý (h) | Ben McLachlan   | Kevin Krawietz Andreas Mies             | 6–2, 6–4                     |
| Vítěz     | 18. | 8. srpna 2021      | Washington, D.C., Spojené státy (2)       | tvrdý     | Ben McLachlan   | Neal Skupski Michael Venus              | 7–6(7–4), 6–4                |

## Tituly na challengerech ATP

### Čtyřhra: 10
| č.  | datum              | turnaj                   | povrch    | spoluhráč          | soupeři ve finále                     | výsledek           |
| --- | ------------------ | ------------------------ | --------- | ------------------ | ------------------------------------- | ------------------ |
| 1.  | 17. května 2004    | Fergana, Uzbekistán      | tvrdý     | Jean-Julien Rojer  | Harsh Mankad Ajsám Kúreší             | 6–3, 6–1           |
| 2.  | 19. července 2010  | Lexington, Spojené státy | tvrdý     | Izak van der Merwe | Kaden Hensel Adam Hubble              | 5–7, 6–4, [10–6]   |
| 3.  | 15. listopadu 2010 | Champaign, Spojené státy | tvrdý (h) | Izak van der Merwe | Ryler DeHeart Pierre-Ludovic Duclos   | 4–6, 7–612, [10–4] |
| 4.  | 16. května 2011    | Fergana, Uzbekistán      | tvrdý     | John Paul Fruttero | Kyu Tae Im Danai Udomčoke             | 6–0, 6–3           |
| 5.  | 12. března 2012    | Pingguo, ČLR             | tvrdý     | John Paul Fruttero | Colin Ebelthite Samuel Groth          | 6–2, 6–4           |
| 6.  | 23. dubna 2012     | Kao-siung, Tchaj-wan     | tvrdý     | John Paul Fruttero | Daniel King-Turner Frederik Nielsen   | 6–7, 7–5, [10–8]   |
| 7.  | 14. května 2012    | Fergana, Uzbekistán      | tvrdý     | Izak van der Merwe | Sanchai Ratiwatana Sonchat Ratiwatana | 6–3, 6–4           |
| 8.  | 29. října 2012     | Ženeva, Švýcarsko        | tvrdý     | Johan Brunström    | Philipp Marx Florin Mergea            | 7–62, 65–7, [10–5] |
| 9.  | 21. ledna 2013     | Heilbronn, Německo       | tvrdý (h) | Johan Brunström    | Jordan Kerr Andreas Siljeström        | 6–3, 0–6, [12–10]  |
| 10. | 11. února 2013     | Quimper, Francie         | tvrdý (h) | Johan Brunström    | Jamie Delgado Ken Skupski             | 3–6, 6–2, [10–3]   |